# Jairo Jiménez
Jairo Jiménez Robles (Panama, 7 gennaio 1993) è un calciatore panamense, centrocampista dello Sporting S.M..

## Carriera

### Club
Ha giocato nel campionato spagnolo e panamense.

### Nazionale
Ha esordito in nazionale nel 2013.